# 우송중학교
우송중학교(又松中學校)는 대한민국 대전광역시 동구 자양동에 있는 사립 중학교이다.

## 학교 연혁
- 1954년 4월 17일 : 학교법인 동아학원 설립 인가
- 1954년 4월 17일 : 대전동중학교 인가(6학급)
- 1954년 5월 25일 : 개교 및 제1학년 입학식
- 1954년 8월 16일 : 초대 김정우 교장 취임
- 1954년 10월 15일 : 제1회 개교 기념식
- 1956년 6월 4일 : 학교 이전(자양동 186)
- 1957년 3월 5일 : 제1회 졸업식
- 1958년 9월 22일 : 학교 이전(신안동293) (대전상고 건물과 교환)
- 1961년 2월 8일 : 학급 증설 인가(24학급)
- 1961년 10월 17일 : 호서중 폐교로 전교생 207명 본교에 편입
- 1999년 11월 11일 : 우송학원으로 학교법인 명칭 변경
- 2003년 3월 2일 : 우송중학교로 학교 명칭 변경
- 2003년 3월 2일 : 학교 이전 (자양동 226-2)
- 2006년 6월 30일 : 대전우송학원으로 학교법인 명칭 변경
- 2006년 6월 30일 : 초대 김충경 이사장 취임
- 2023년 9월 1일 : 제14대 홍윤표 교장 취임
- 2024년 1월 5일 : 제68회 졸업식(67명, 총 졸업생수 20,400명)
- 2024년 3월 4일 : 2024학년 신입생 입학식(3학급 61명)

## 참고 자료
- 우송중학교 - 한국교육학술정보원 학교알리미